# Сургучёв, Илья Дмитриевич
Илья Дмитриевич Сургучёв (1881—1956) — русский прозаик, драматург, публицист, литературный критик, мемуарист:364.
В литературе начинал как реалист, но постепенно отказался от реалистического стиля.

## Биография
Родился 16 (28) февраля 1881 года в семье Дмитрия Васильевича Сургучёва, разбогатевшего на торговле крестьянина из Калужской губернии, и его супруги Соломониды Петровны, дочери отставного унтер-офицера. Детство и юность прошли в городе Ставрополе, где отец Ильи Сургучёва, со временем ставший купцом 2-й гильдии, владел лавками в Старом гостином ряду и на Александровской площади, а также гостиницей «Калужское подворье».
Окончил с отличием в 1901 году Ставропольскую духовную семинарию, а в 1907 году — факультет восточных языков Санкт-Петербургского университета (по специальности синолог), где изучал монгольский язык и словесность:258.

Писать он [Сургучёв] стал ещё будучи гимназистом, и рассказы начинающего прозаика публиковала ставропольская газета «Северный Кавказ». Первой своей серьёзной вещью писатель считал повесть «Из дневника гимназиста» (1898), напечатанную там же под псевдонимом И. Северцев.— Егорова Л. П. «Илья Сургучёв» (2004)
Был одним из организаторов издания в Ставрополе сборника «Наш альманах», журналов «Ставропольский Сатирикон», «Сверчок». В этот период также занимался общественной деятельностью: был гласным Ставропольской городской Думы, председателем железнодорожной комиссии.
В 1905 году стал сотрудником «Северного Кавказа»:130, а в 1909 году, после переименования газеты в «Наш край», возглавил её редакцию:132. Печатался в журнале «Пробуждение». 
Первый сборник рассказов вышел в петербургском издательстве «Знание» в 1910 году:135. В 1912 году, при содействии Максима Горького, в том же издательстве было опубликовано основное произведение Сургучёва — роман «Губернатор», «герой которого, старый боевой генерал, с годами осознает моральное и духовное крушение существующих устоев общества». Прототипом главного персонажа стал ставропольский губернатор Николай Егорович Никифораки. Горький охарактеризовал этот роман как «весьма значительную вещь», а его автора назвал «большим поэтом».
В 1915 году, по заказу Константина Сергеевича Станиславского, Сургучёв написал для Московского Художественного театра пьесу «Осенние скрипки», впоследствии получившую большое признание. Пьеса была переведена на несколько языков для постановки в ряде европейских театров, а также экранизирована в США под названием «Женщина опасного возраста».
Революцию 1917 года Сургучёв не принял, воспринимая её «как своеобразное „искушение“, которому поддался русский народ» и, одновременно, как «страшную психическую болезнь», порождающую насилие. Примкнув к белому движению, в 1918—1919 годах сотрудничал с ОСВАГом. В 1920 эмигрировал в Константинополь, затем, в 1921 году, переехал в Прагу, а летом того же года — в Париж.
За рубежом печатался в журналах «Жар-Птица» и «Сполохи» (Берлин), газете «Огни» (Прага):161—162 и других изданиях. В 1922—1930 годах являлся соредактором журнала «Воля России».
К наиболее известными произведениями, созданным Сургучёвым в эмиграции, относятся пьеса «Реки Вавилонские» (1922), «Эмигрантские рассказы» (1927), повесть «Ротонда» (1928), этюды об Иване Сергеевиче Тургеневе и Гюставе Флобере, мемуары.
В 1940 году в оккупированном немецкими войсками Париже начало свою деятельность объединение русских деятелей культуры и искусства («Сургучёвский союз писателей»). Сургучёв был избран председателем сразу двух его секций — писателей и журналистов и драматической:159.
Во время Второй мировой войны публиковался в газете оккупационных властей «Парижский вестник» и берлинском «Новом слове»:171—172. Как отмечает исследователь литературного наследия И. Д. Сургучёва, доктор филологических наук Александр Алексеевич Фокин, именно публикации в «Парижском вестнике», где «печаталась официальная фашистская пропаганда», «наложили „прогитлеровский“ отпечаток на репутацию писателя»:312—317.
Был организатором и руководителем парижского «Театра без занавеса», существовавшего с 1942 по 1944 год (происхождение его названия связано с тем фактом, что первоначально спектакли проходили в зале парижской консерватории, не имевшем сценической площадки).
В августе 1945 года Сургучёв был обвинен в сотрудничестве с нацистскими властями и шесть месяцев провёл в тюрьме парижского пригорода Френ, пока велось расследование:313, 317. В 1946 году решением суда освобождён из заключения:174.

Французские власти <…> в антибольшевистских (а не «антирусских») выступлениях Сургучёва не нашли ничего слишком предосудительного. Шумного процесса по «делу Сургучёва» не получилось. <…> Доказать его сотрудничество с немцами так и не смогли, а из тюрьмы вскоре тихо выпустили.— Фокин А. А. «Илья Дмитриевич Сургучёв: проблемы творчества» (2006):317
В последние годы жизни печатался в парижском журнале «Возрождение», издаваемом с 1949 года:64.
В 1953 году в Париже было опубликовано одно из наиболее значимых произведений Сургучёва, написанных за рубежом, — повесть «Детство императора Николая II»:941. Последним его рассказом стал «Китеж» (1956), посвящённый городу Ставрополю, который писатель сравнил с легендарным Китежем — «городом-миражом, городом-сказкой, городом-воспоминанием».
2 ноября 1956 года Сургучёв был доставлен в парижский госпиталь Божон, где 19 ноября того же года скончался.
Похоронен на «русском» кладбище Сент-Женевьев-де-Буа в предместье Парижа. На могиле писателя установлен бюст, изготовленный по эскизу армянского скульптора Акопа Маркаровича Гюрджяна:140, а на могильной плите начертаны слова из пьесы «Осенние скрипки»: «флейты весны, трубы лета».

## Память
С 1994 по 2018 год в Ставропольской краевой универсальной научной библиотеке имени М. Ю. Лермонтова проводились ежегодные Сургучёвские губернские чтения:179.
2006 год в Ставропольском крае был объявлен Годом Сургучёва.
В 2007 году в честь Сургучёва названа одна из улиц его родного города. В 2022 году переименована в улицу Григория Кускова.
В 2007 году на доме-усадьбе «Калужское подворье» в Ставрополе установлена мемориальная доска:179. В 2024 году её снесли неизвестные лица. 
В 2017 году имя писателя присвоено школе № 4 города Ставрополя, в здании которой располагалось Ставропольское духовное училище, где в 1891—1895 годах учился И. Д. Сургучёв, а в 2006 году в память о нём был открыт школьный музей:180. Впоследствии, в 2021 году, школу лишили имени писателя.

## Сочинения
- Рассказы, В 2-х тт., 1910—1913
- Губернатор, 1912 (роман)
- Торговый дом, 1913 (пьеса)
- Осенние скрипки, 1915 (пьеса)
- Песни о любви, 1915 (повесть)
- Полтораста строк, «Пробуждение», № 2, 1909 (рассказ)
- Рассказы. М., 1916
- Преддверие, 1917
- Большевики в Ставрополе. Ростов-на-Дону, 1919. 32 с.
- Реки Вавилонские // «Современные записки», Paris, № 11, 1922 (пьеса)
- Эмигрантские рассказы, 1927
- Ротонда, 1928 (повесть)
- Детство императора Николая II, 1953 (повесть)
- За Чахохбили // «Грани», Frankfurt/M., № 20, 1953 (сцена из пьесы)
- Неиспользованная тема // «Возрождение», Paris, № 32, 1954
- Чёрная тетрадь // «Возрождение», № 37-38, 1955
- Сургучёв И. Д. Европейские силуэты / Сост. А. Г. Власенко и А. А. Фокина; ред., предисл., коммент. М. Г. Талалая. — СПб.: Росток (ООО «Полиграф»), 2017. — 492 с. — (Неизвестный XX век). — ISBN 978-5-91868-018-6.
- Сургучёв И. Д. «И наши души всё-таки поют». Пьесы и театральная критика эмигрантского периода / сост., подг. текстов, коммент. и науч. ред. А. Г. Власенко, А. А. Фокина; отв. ред. М. Г. Талалай. — СПб.: Алетейя, 2021. — 826 с. — ISBN 978-5-00165-265-6.